# Dipturus wengi
Dipturus wengi  (лат.) — вид хрящевых рыб семейства ромбовых скатов отряда скатообразных. Обитают в умеренных водах восточной части Индийского океана и центрально-западной и юго-западной части Тихого океана. Встречаются на глубине до 1049 м. Их крупные, уплощённые грудные плавники образуют диск в виде ромба со удлинённым рылом. Максимальная зарегистрированная длина 128 см. Откладывают яйца. Не являются объектом коммерческого промысла.

## Таксономия
Впервые вид был научно описан в 2008 году. Голотип представляет собой неполовозрелого самца длиной 105 см, пойманного у берегов Нового Южного Уэльса (33°43′ ю. ш. 151°54′ в. д.) на глубине 486—1049 м. Паратипы: неполовозрелые самцы длиной 26,8—108,1 см и самки длиной 28,5—113,8 см, пойманные там же, молодые самцы длиной 25,2—41,6 см и самки длиной 28,3—32,5 см, пойманные у побережья Квинсленда на глубине 548—555 м и самки длиной 90,4—128,1 см, пойманные в водах Тасмании на глубине 840 м. Вид назван в честь Германа Венга, ихтиолога из Квинсленда, который собрал образцы для исследования австралийских скатов. Вероятно, вид принадлежит к комплексу близкородственных видов, которые имеют незначительные морфологические различия.  

## Ареал
Эти бентопелагические скаты являются эндемиками побережья Австралии (Новый Южный Уэльс, Квинсленд, Тасмания, Виктория). Встречаются в глубоких тропических и реже умеренных водах на глубине от 485 до 1165 м, в основном между 600 и 1000 м.

## Описание
Широкие и плоские грудные плавники этих скатов образуют ромбический диск с округлым рылом и закруглёнными краями. На вентральной стороне диска расположены 5 жаберных щелей, ноздри и рот. На длинном хвосте имеются латеральные складки. У этих скатов 2 редуцированных спинных плавника и редуцированный хвостовой плавник.
Ширина диска в 1,2—1,3 раза больше длины и равна 69—81 % длины тела. Удлинённое и заострённое рыло образует угол 77—93°. Длина хвоста составляет 0,7—1,1 расстояния от кончика рыла до клоаки. В средней части хвост утолщается и его ширина достигает 1,3—1,7 его высоты и 1,3—2,8 у основания первого спинного плавника. Расстояние от кончика рыла до верхней челюсти составляет 17—23 % длины тела и в 1,9—2,6 раза превосходит дистанцию между ноздрями. Длина головы по вентральной стороне равна 28—36 % длины тела. Длина рыла в 3,5—4,6 раз превосходит, а диаметр глаза равна 42—82 % межглазничного пространства. Высота первого спинного плавника в 1,7—3,3 раза больше длины его основания. Расстояние между началом основания первого спинного плавника и кончиком хвоста в 2,9—4,3 раза превосходит длину его основания и в 0,5—1,2 раз длину хвостового плавника. Длина переднего края лопасти брюшных плавников составляет 13—17 %, а задней 12—16 % длины тела. Длина передней лопасти составляет 86—128 % длины задней. Основание брюшных плавников узкое, его длина равна 6,3—8,6 % длины тела. Диск в основном гладкий. В затылочной области имеются 0—1 шип, хвост покрыт одним рядом колючек. Грудные плавники образованы 95—99 лучами. Количество позвонков 139—148. На верхней челюсти имеются 34—39 зубных рядов. Дорсальная поверхность диска от тёмно-коричневого до чёрного цвета. Иногда брюшные плавники покрыты белыми крапинками. Максимальная зарегистрированная длина 128 см.

## Биология
Подобно прочим ромбовым эти скаты откладывают яйца, заключённые в жёсткую роговую капсулу с выступами на концах. Длина новорождённых около 20 см.

## Взаимодействие с человеком
Вид не представляет коммерческой ценности. Возможно попадается в качестве прилова, в ареале ведётся промысел. Данных для оценки Международным союзом охраны природы охранного статуса вида недостаточно.